# بعثة الأمم المتحدة للاستفتاء في الصحراء الغربية
بعثة الأمم المتحدة للاستفتاء في الصحراء الغربية وتُعرف اختصاراً باسم مينورسو (بالإنجليزية: MINURSO)، هي بعثة أممية مهمتها الأساسية تنظيم إستفتاء في منطقة الصحراء الغربية المتنازع عليها، لتقرير مصير سكانها وحفظ السلام ومراقبة تحركات القوات المتواجدة في الصحراء الغربية سواء الجيش المغربي التابع للقوات المسلحة الملكية المغربية أو الجيش الصحراوي التابع لجبهة البوليساريو. أُسست هذه البعثة بقرار أممي لمجلس الأمن للأمم المتحدة رقم 690 في أبريل 1991م. يقع مقرها الرئيسي بمدينة العيون ولها 11 مركزا في الصحراء وفي مخيمات اللاجئين الصحراويين قرب مدينة تندوف الجزائرية.

## تاريخ
بعد ثماني سنوات من العمل، قدمت بعثة مينورسو جملة من الاقتراحات من ضمنها أن من يحق لهم التصويت في حالة إجراء الاستفتاء هم الصحراويين الذين يستوطنون منطقة الصحراء الغربية والذين تم إحصاؤهم من طرف الإدارة الإسبانية عام 1974م، ولكن المغرب قدم أكثر من 130 ألف طعن على اللائحة. ولا زالت بعثة المينورسو توقف خطة الاستفتاء الأممية بالصحراء بسبب الخلافات الحادة بين الطرفين على من يحق له التصويت،[بحاجة لمصدر] حيث أن المغرب يريد إشراك القبائل الصحراوية التي قامت سلطات الاستعمار الأسباني سنة 1969م بترحيلها من إقليم الساقية الحمراء إلى إقليم واد نون في المغرب، وهو إقليم يقع جنوب المغرب وخارج الأراضي المُتنازع عليها،[بحاجة لمصدر] مع إشراك كامل للقبائل الصحراوية التي تستوطن منطقة الصحراء الغربية. إلا أن البوليساريو رفضت هذا الخيار، في حين اقترحت البوليساريو إقحام فقط الصحراويين الذين قام الاستعمار الإسباني بإحصاءهم سنة 1974م، وهو الاقتراح الذي رفضته المغرب.[بحاجة لمصدر]
صُدر في يوليو سنة 2000م قرار مجلس الأمن المتضمن للمبادرة الفرنسية الأمريكية التي تقترح حلًا سياسيًا لمشكلة الصحراء، فدعا جيمس بيكر، الذي كان يشغل منصب ممثل الأمين العام للأمم المتحدة المُكلف بنزاع الصحراء (ما بين 1997 و2004م)، الطرفين إلى حل تفاوضي يستبعد خطة الاستفتاء، وهذا ما دفع بالأمم المتحدة إلى تقديم الحل الثالث أو اتفاق الإطار، وينص على أن تمنح الأقاليم الصحراوية حكم ذاتي مُوسعًا مع البقاء تحت الحكم المغربي في غضون خمس سنوات يمكن بعدها إجراء الاستفتاء.[بحاجة لمصدر] وقد وُصف هذا الحل بالثالث لأنه جاء ليُضاف إلى خيارين سابقين هما الاستقلال أو الانضمام إلى المغرب اللذان كانا حديث السنوات الماضية. والفرق بين هذا الحل وبين الانضمام إلى المغرب هو أن الحل الثالث يمنح الصحراء استقلالية ذاتية موسعة دون دمجها الكلي في المغرب.
سنة 2000م، أجرت الأمم المتحدة تقييماً شاملًا لتسع سنوات من محاولة تنفيذ مخطط التسوية، وخلص تقرير الأمين العام للأمم المتحدة في فبراير عام 2000م إلى أن كافة الجهود التي بُذلت من أجل التوفيق بين الجانبين باءت بالفشل، فصرّح كوفي أنان أنه بناءً على المشاورات التي أجراها مع مبعوثه إلى الصحراء، فإن تنفيذ خطة التسوية تعرقلت سنة بعد أخرى على مدى السنوات التسع الماضية بفعل خلافات أساسية بين الطرفين. ومع استحالة تنظيم الاستفتاء، فإن اتفاق الإطار أو الحل الثالث مرفوض من طرف الجزائر والبوليساريو، وكذلك خيار التقسيم كمُقترح جزائري[بحاجة لمصدر] مرفوض مسبقًا من المغرب.[بحاجة لمصدر] ولذلك يرى أنان أنه أمام الوصول إلى الطريق المسدود، يصبح خيار خروج الأمم المتحدة من الأزمة مطروحًا، خاصة وأن الأزمة قد كلفت المنظمة ما يزيد على 1.5 مليار دولار.
وبالرغم من دعم واشنطن المقترح المغربي لحل النزاع في الصحراء الغربية عبر حكم ذاتي موسع، إلا أن العديد من مجموعات الضغط السياسي والمقربة من الجزائر[محل شك] جعلت الولايات المتحدة تطرح مسودة في أبريل 2013م تقترح فيها توسيع صلاحيات بعثة حفظ السلام بشكل يسمح لها بمراقبة أوضاع حقوق الإنسان هناك ولكن الاقتراح قوبل من قبل الحكومة المغربية برفض تغيير طبيعة مهمة المينورسو ألا وهي بعثة أممية للاستفتاء وليس لحقوق الإنسان. وفي 25 أبريل 2013م تبنى مجلس الأمن بالإجماع القرار 2099 الذي مدد ولاية البعثة من دون توسيع صلاحياتها لتشمل مراقبة أوضاع حقوق الإنسان. وتراجعت الولايات المتحدة عن اللغة التي كانت اقترحتها في النسخة الأولى من مشروع القرار بسبب الحملة الدبلوماسية التي شنها المغرب لمواجهة توسيع مهمة البعثة الدولية، ونص القرار على أن مجلس الأمن «يشجع الأطراف على مواصلة جهودهم لتعزيز حقوق الإنسان وحمايتها في الصحراء الغربية وفي مخيمات تندوف»» و «يعترف ويرحب بالخطوات التي إتخذها المغرب لتقوية عمل المجلس الوطني لبعثة حقوق الإنسان العاملة في الداخلة والعيون». وطالب مجلس الأمن بذل الجهود لإجراء إحصاء لسكان مخيمات تندوف، وهي جهود موجهة للمفوضة السامية للاجئين وللجزائر. ومدد القرار ولاية المينورسو عاماً كاملاً. وفي كل عام يتم تمديد مهمة البعثة لمدة عام إضافي من قبل مجلس الأمن إلى حين العثور على حل ينهي النزاع.

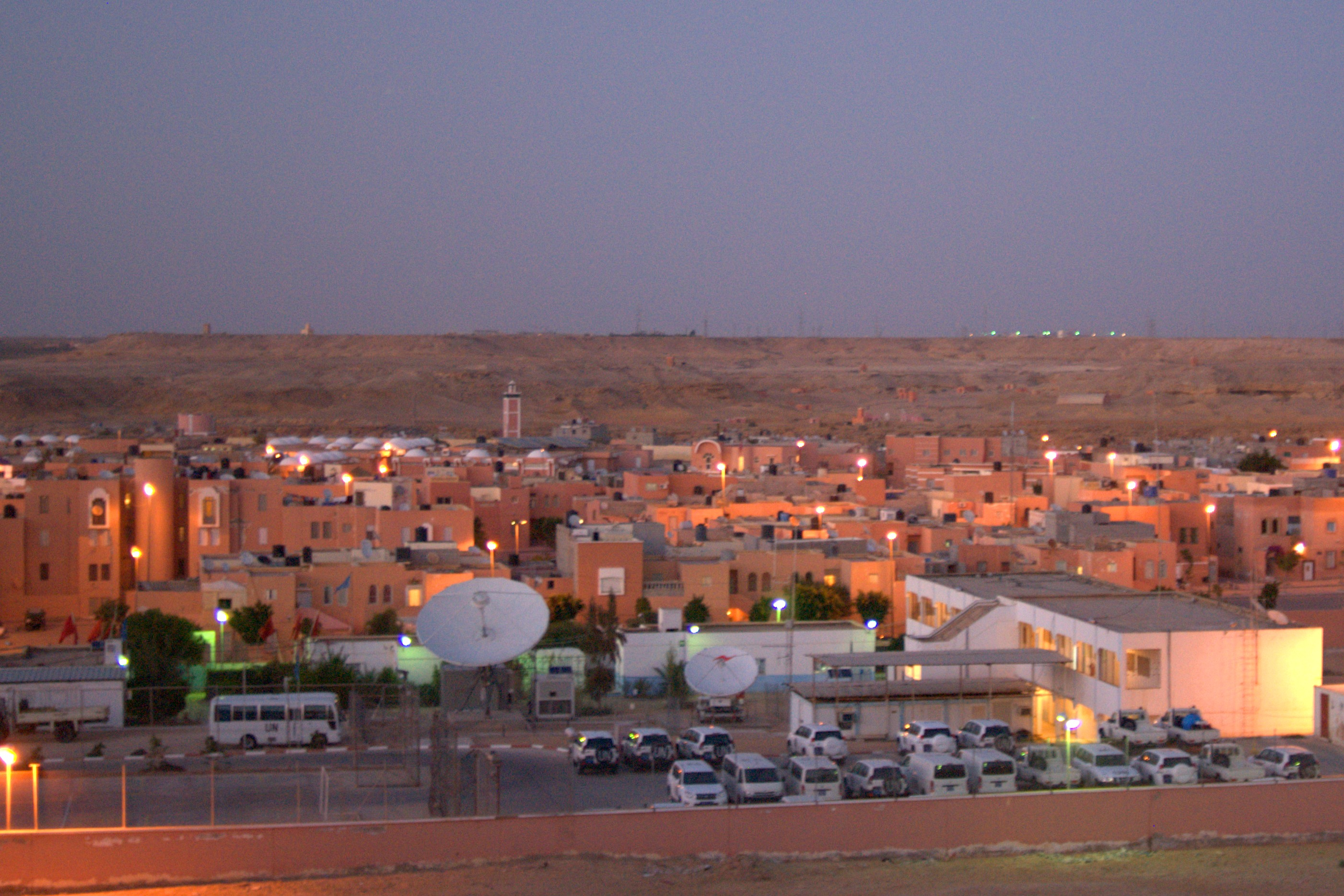
المقر الرئيسي لبعثة المينورسو والمتواجد في مدينة العيون

صورة للمناطق التابعة للمغرب باللون الأزرق، والمناطق التابعة للبوليساريو باللون الأخضر

## التشكيل الحالي
إلى غاية يونيو 2018، كانت البعثة تتكون من 220 فردا يرتدون الزي الرسمي، ومن بين أكثر البلدان الرئيسية المساهمة بقوات هي بنغلاديش، مصر، روسيا، وباكستان. وتقوم وحدات مسلحة تابعة للبعثة بدوريات في المنطقة المحرمة على الحدود مع الجدار الرملي المغربي، للتأكد من احترام قرار وقف إطلاق النار.
| الدولة          | عسكريون | خبراء الأمم المتحدة | ضباط الأركان | الشرطة | المجموع |
| الأرجنتين       | 0       | 3                   | 0            | 0      | 3       |
| النمسا          | 0       | 5                   | 0            | 0      | 5       |
| بنغلاديش        | 19      | 8                   | 0            | 0      | 27      |
| بلجيكا          | 0       | 7                   | 0            | 0      | 7       |
| بوتان           | 0       | 2                   | 0            | 0      | 2       |
| البرازيل        | 0       | 10                  | 0            | 0      | 10      |
| الصين           | 0       | 12                  | 0            | 0      | 12      |
| كرواتيا         | 0       | 7                   | 0            | 0      | 7       |
| جيبوتي          | 0       | 2                   | 0            | 0      | 2       |
| دومينيكا        | 0       | 0                   | 0            | 2      | 2       |
| الإكوادور       | 0       | 4                   | 0            | 0      | 4       |
| مصر             | 0       | 19                  | 0            | 0      | 19      |
| إلسالفادور      | 0       | 1                   | 0            | 0      | 1       |
| فرنسا           | 0       | 2                   | 0            | 0      | 2       |
| ألمانيا         | 0       | 2                   | 0            | 0      | 2       |
| غانا            | 0       | 8                   | 7            | 0      | 15      |
| غينيا           | 0       | 4                   | 0            | 0      | 4       |
| هندوراس         | 0       | 12                  | 0            | 0      | 12      |
| المجر           | 0       | 6                   | 0            | 0      | 6       |
| الهند           | 0       | 3                   | 0            | 0      | 3       |
| إندونيسيا       | 0       | 3                   | 0            | 0      | 3       |
| جمهورية أيرلندا | 0       | 3                   | 0            | 0      | 3       |
| إيطاليا         | 0       | 2                   | 0            | 0      | 2       |
| اليابان         | 0       | 2                   | 0            | 0      | 2       |
| الأردن          | 0       | 2                   | 0            | 0      | 2       |
| كازاخستان       | 0       | 5                   | 0            | 0      | 5       |
| مالاوي          | 0       | 3                   | 0            | 0      | 3       |
| ماليزيا         | 0       | 5                   | 0            | 0      | 5       |
| المكسيك         | 0       | 4                   | 0            | 0      | 4       |
| منغوليا         | 0       | 1                   | 0            | 0      | 1       |
| نيبال           | 0       | 6                   | 0            | 0      | 6       |
| نيجيريا         | 0       | 6                   | 0            | 0      | 6       |
| باكستان         | 0       | 11                  | 0            | 0      | 11      |
| الفلبين         | 0       | 2                   | 0            | 2      | 4       |
| بولندا          | 0       | 0                   | 1            | 0      | 1       |
| البرتغال        | 0       | 0                   | 0            | 1      | 1       |
| روسيا           | 0       | 15                  | 0            | 0      | 15      |
| سريلانكا        | 0       | 4                   | 0            | 0      | 4       |
| كوريا الجنوبية  | 0       | 4                   | 0            | 0      | 4       |
| السويد          | 0       | 2                   | 0            | 0      | 2       |
| سويسرا          | 0       | 2                   | 0            | 0      | 2       |
| توغو            | 0       | 2                   | 0            | 0      | 2       |
| الأمم المتحدة   | 19      | 193                 | 7            | 1      | 220     |

## وصلات خارجية
- الموقع الرسمي لبعثة الأمم المتحدة للإستفتاء في الصحراء الغربية (مينورسو) (بالإنجليزية)